# كنيس يوسف أباد
كنيس يوسف أباد (بالعبرية: בית הכנסת יוסף-עבד) هو كنيس تاريخي يعود إلى عصر دولة بهلوية، ويقع في طهران. 